# Lotsängsbacken
Lotsängsbacken är ett naturreservat i Trosa kommun i Södermanlands län.
Området är naturskyddat sedan 1962 och är 19 hektar stort. Reservatet består av ädellövskog och tallskog.